# Gare de Kogenheim
La gare de Kogenheim est une gare ferroviaire française de la ligne de Strasbourg-Ville à Saint-Louis, située sur le territoire de la commune de Kogenheim, dans la collectivité européenne d'Alsace, en région Grand Est.
Elle est mise en service en 1840 par la Compagnie du chemin de fer de Strasbourg à Bâle. C'est une halte voyageurs de la Société nationale des chemins de fer français (SNCF) du réseau TER Grand Est, desservie par des trains express régionaux.

## Situation ferroviaire
Établie à 162 mètres d'altitude, la gare de Kogenheim est située au point kilométrique (PK) 31,968 de la ligne de Strasbourg-Ville à Saint-Louis entre les gares de Benfeld et d'Ebersheim.

## Histoire
La « station de Kogenheim » est mise en service le 19 octobre 1840 par la Compagnie du chemin de fer de Strasbourg à Bâle, lorsqu'elle ouvre à l'exploitation la section de Benfeld à Colmar. Elle est établie sur le territoire du ban communal de Kogenheim, qui compte 2 700 habitants. Un omnibus permet de rejoindre la petite ville de Barr. 
C'est une « petite station » qui n'était pas prévue sur le projet d'origine de la ligne, mais qui a été ajoutée sur les études définitives du fait des avis exprimés lors des enquêtes préalables au tracé final.
Du 15 août 1841 au 31 mai 1842 la station de Kogenheim délivre des billets à 5 067 voyageurs pour une recette de 5 917,25 francs, auquel s'ajoute 80,95 francs pour le service des bagages et marchandises.
L'actuel bâtiment voyageurs de la gare de Kogenheim, construit au milieu des années 1980, est d'une architecture similaire à ceux des gares de Bollwiller et Rouffach.

## Fréquentation
De 2015 à 2024, selon les estimations de la SNCF, la fréquentation annuelle de la gare s'élève aux nombres indiqués dans le tableau ci-dessous.
| Année     | 2015   | 2016   | 2017   | 2018   | 2019   | 2020   | 2021   | 2022   | 2023   | 2024   |
| --------- | ------ | ------ | ------ | ------ | ------ | ------ | ------ | ------ | ------ | ------ |
| Voyageurs | 31 420 | 29 731 | 26 817 | 24 598 | 28 436 | 22 068 | 24 428 | 29 617 | 36 793 | 41 035 |

## Service des voyageurs

### Accueil
Halte SNCF, c'est un point d'arrêt non géré (PANG) à accès libre. Elle est équipée d'un automate pour l'achat de titres de transport
Un souterrain permet la traversée des voies et le passage d'un quai à l'autre.

### Desserte
Kogenheim est une gare voyageurs SNCF du réseau TER Grand Est desservie par des trains express régionaux de la relation Strasbourg-Ville - Colmar, ou  Sélestat.

### Intermodalité
Un parc pour les vélos et un parking pour les véhicules y sont aménagés.